# Nanotoxicology
Nanotoxicology (abrégé en Nanotoxicology) est une revue scientifique à comité de lecture. Ce trimestriel publie des articles de recherches originales concernant l'exposition, les dangers et les risques potentiels pour l'environnement et les humains de l'utilisation et du développement des matériaux nano-structurés.
D'après le Journal Citation Reports, le facteur d'impact de ce journal était de 6,411 en 2014. Actuellement, la directrice de publication est (Université de Rochester, États-Unis).